# Estación de Hospital Clínic
Hospital Clínic es una estación de la línea 5 del Metro de Barcelona ubicada en el distrito del Ensanche de Barcelona bajo la calle de Rosellón y junto al Hospital Clínico como su propio nombre indica. En un futuro parará la línea 8 de los FGC.

## Historia
La estación de Hospital Clínic fue proyectada por primera vez en 1963, en el llamado Plan de Urgencia para el Desarrollo de la Red de Metros de Barcelona. En este proyecto, la estación fue bautizada provisionalmente como Rosellón y se planteaba como un intercomunicador que daría servicio, por un lado, a la Línea II (originalmente bautizada como Transversal Medio) en su prolongación de Sagrera (actual La Sagrera) a Sans (actual Plaça de Sans) y, por otro, a una futura Línea IV que debía discurrir de Maragall a San Ramón.
De estos dos proyectos, solo fue aprobado el de la Línea II. Las obras de su prolongación, en el tramo entre las calles Enrique Granados y Sans (donde se ubican las estaciones de Hospital Clínic y Entença) fueron ejecutadas por Dragados y Construcciones y empezaron el 1 de julio de 1966. En 1967, con las obras en marcha, se aprobó un nuevo Plan de Metros que redistribuía las líneas del anterior trazado. La estación de Hospital Clínic pasó a formar parte de la futura Línea V. Se descartó la llegada de la Línea IV, pero se planteó un nuevo intercomunicador con una futura Línea VII, que debía unir la Estación de San Antonio y La Bonanova, pero que nunca llegó a realizarse.
El 3 de noviembre de 1969 Barcelona inauguró su nueva línea de metro, la Línea V o Transversal Alto, que discurría entre las estaciones de Rambla Cataluña (actualmente Diagonal) y San Ramón (actualmente Collblanc), pasando por Hospital Clínico, nombre original de esta estación. Al acto inaugural asistieron el ministro de Obras Públicas, Federico Silva Muñoz, el ministro de Gobernación, Tomás Garicano Goñi y el alcalde de Barcelona, José María de Porcioles, entre otras autoridades.
En 1982 la estación catalanizó su nombre por Hospital Clínic, al tiempo que la Línea V adoptó la numeración arábiga y pasó a llamarse Línea 5.
En 2006 se llevaron a cabo obras para adaptar la estación a las personas de movilidad reducida. Se reformaron los accesos, se crearon encaminamientos para invidentes y se instalaron tres ascensores: uno para comunicar la calle con el vestíbulo de la estación, y dos más para conectar el vestíbulo con cada andén. Entre 2009 y 2010 la estación fue objeto de una rehabilitación integral. Se renovaron los pavimentos, techos y revestimientos de las paredes, así como el mobiliario y la iluminación.

## Líneas
| << cabecera     | < estación | línea | estación > | cabecera >>   |
| --------------- | ---------- | ----- | ---------- | ------------- |
| Metro           |            |       |            |               |
| Cornellà Centre | Entença    |       | Diagonal   | Vall d'Hebron |